# Ваня Павлова
Ваня Павлова — болгарська вчена, археолог, яка спеціалізується на середньовічній археології. Авторка та співредакторка двотомного збірника статей великої міжнародної конференції, бере участь зі своїми статтями та матеріалами в ряді престижних видань у Болгарії та за кордоном, а також у каталогах міжнародних виставок, є також дві популярні публікації про середньовічне ювелірне мистецтво болгарською та англійською мовами. Була учасницею всіх виставкових реконструкцій Археологічного музею Варни після 1981 року і була авторкою або співавторкою кількох спеціальних виставок.

## Життєпис
Ваня Павлова народилася 30 листопада 1952 року в місті Варна, Народна Республіка Болгарія. З 1975 року брала участь в археологічних розкопках Варненського археологічного музею. Вона заочно закінчила з відзнакою спеціальність «Археологія» Варненського вільного університету і стала кураторкою і завідувачкою середньовічного фонду в музеї.
Протягом багатьох років набуття досвіду розкопок та документування різноманітних археологічних пам'яток у Девні та Варні разом з іншими колегами з музею дозволили Павловій стати однією із найкращих спеціалістів із середньовічної археології. Особливо це стосується середньовічних болгарських ювелірних виробів. Не випадково її монографія «Середньовічна болгарська ювелірна справа», видана в 2008 році, викликає значний інтерес в країні та за кордоном. Це зумовило необхідність перевидання англійською, яке вона, на жаль, не побачила. Цінні й інші її роботи — два великих дослідження ранньосередньовічних поясних прикрас з Варненського музею (спільно з В. Плетньов), для середньовічних чоловічих поясів з Болгарії та ін.
Ваня Павлова є авторкою та співредакторкою двотомного збірника статей великої міжнародної конференції, бере участь зі своїми статтями та матеріалами в низці престижних болгарських та закордонних видань, а також у каталогах міжнародних виставок, там є також два популярних видання про середньовічне ювелірне мистецтво болгарською та англійською мовами. Учасниця всіх експозиційних реконструкцій Археологічного музею з 1981 року, автор або співавторка кількох спеціальних виставок.
Незважаючи на хворобу, до останнього працювала над черговою науковою статтею, цікавився музейною справою і слідкувала за успіхами колег. Померла 2 лютого 2010 року.